# Андреас Заїміс
Андре́ас Заї́міс (грец. Ανδρέας Ζαΐμης) (1791–1840) — один з діячів грецької революції 1821—28 років, під час якої належав до найповажніших членів міської партії «порядку».

## Життєпис
1823 року був обраний одним з 5 членів другого тимчасового уряду під головуванням Петроса Мавроміхаліса, та від принципів своєї партії не відмовився, коли всі решта членів тимчасового уряду перейшли на бік військової партії. Керував діями уряду, а згодом (1824) командував військами, що вгамовували заколот, підбурений Колокотроні.